# Henry Lascelles, III conte di Harewood
Henry Lascelles, III conte di Harewood (Harewood, 11 giugno 1797 – Harewood, 22 febbraio 1857) è stato un politico britannico.

## Biografia
Era il figlio di Henry Lascelles, II conte di Harewood, e di sua moglie, Henrietta Sebright, figlia di Sir John Sebright, VII Baronetto.

## Carriera
Fu deputato per Northallerton (1826-1831) e servì come Lord luogotenente del West Riding of Yorkshire (1846-1857).
Il 20 maggio 1848 divenne membro della Canterbury Association. Harewood Forest e Harewood, sobborgo di Christchurch, furono chiamati in suo onore.

## Matrimonio e discendenza
Sposò, il 5 luglio 1823, Lady Louisa Thynne (1808-1859), figlia di Thomas Thynne, II marchese di Bath. Ebbero tredici figli:
- Henry Lascelles, IV conte di Harewood (1824-1892);
- Lord Egremont William Lascelles (1825-1892), sposò Jessie Malcolm, ebbero due figlie;
- Lord George Edwin Lascelles (1826-1911), sposò Lady Louisa Murray, ebbero undici figli;
- Lord Algernon Francis Lascelles (1828-1845);
- Lord Alfred Lascelles (1829-1845);
- Lady Louisa Isabella Lascelles (1830-1918), sposò Charles Mills, I barone Hillingdon, ebbero tre figli;
- reverendo James Walter Lascelles (1831-1901), sposò Emma Clara Miles (1830-1911), ebbero nove figli;
- Lady Susan Charlotte Lascelles (1834-1927), sposò Edward Montagu-Stuart-Wortley-Mackenzie, I conte di Wharncliffe, non ebbero figli;
- Lord Horace Douglas Lascelles (1835-1869);
- Lady Blanche Emma Lascelles (1837-1863), sposò Henry Boyle, V conte di Shannon, ebbero tre figli;
- Lady Florence Harriet Lascelles (1838-1901), sposò il tenente colonnello John Cust, non ebbero figli;
- Lady Mary Elizabeth Lascelles (1843-1866), sposò Sir Robert Meade, ebbero una figlia;
- Lady Maud Caroline Lascelles (1846-1938), sposò Lord George Hamilton, ebbero tre figli.

## Morte
Morì il 22 febbraio 1857.